# Андреев, Андрей Иванович
Андрей Иванович Андреев (укр. Андрій Іванович Андреєв, 19 декабря 1913, Богоявленск, Херсонская губерния — 27 марта 1944, Николаев) — рыбак, проводник отряда Константина Ольшанского во время освобождения Николаева от немецких войск. Погиб в бою. Посмертно Андрееву присвоено звание Героя Советского Союза.

## Биография
Андрей Андреев родился 19 декабря 1913 года в посёлке Богоявленский (ныне — Корабельный район в составе города Николаев), в семье рыбака. Украинец. После смерти родителей от испанского гриппа был воспитан рыбаками и впоследствии сам стал заниматься рыбной ловлей, работая в артели.
С началом Великой Отечественной войны в июне 1941 года Андреев был призван в действующую армию. В качестве связиста принимал участие в обороне Одессы. В ходе одного из боёв, пытаясь восстановить связь между своим подразделением и штабом дивизии, был ранен и захвачен немецкими войсками в плен, после чего отправлен в лагерь для военнопленных. Весной 1942 года в составе группы Андреев бежал оттуда. Группа попыталась дойти до линии фронта, но ей это не удалось, и в ходе стычек с немцами она погибла почти в полном составе. Андреев был среди нескольких выживших, и спустя длительное время добрался до окрестностей Николаева, где поселился в родном посёлке Богоявленском. Там он продолжил работать в рыболовецкой артели, занимаясь саботажем уловов рыбы. После разоблачения Андреев вместе с рядом других работников артели был переведён на земляные работы. Отказавшийся строить для немцев полевые укрепления Андреев был избит и арестован. Андрееву грозил угон на работы в Германию, но ему удалось бежать и перейти на нелегальное положение. Почти год он прожил в замаскированной землянке в кустарнике на берегу одного из лиманов.
Весной 1944 года встретил советский танковый взвод, направленный на освобождение Николаева. Он показал взводу дорогу на Николаевское шоссе, после освобождения артели участвовал в ремонте лодок для советского десанта.
25 марта 1944 года Андреев и ещё шесть рыбаков-добровольцев вызвались быть проводниками десантного отряда. Андреев лично вёл лодку командира морских пехотинцев Константина Ольшанского. После прохождения Сивирского маяка в двух километрах севернее Богоявленска одна из лодок развалилась; было решено высадить шестерых проводников на берег — в лодках осталось шестьдесят восемь десантников, включая и самого Андреева. Целью десантного рейда, согласно боевому приказу, было «нарушить боевое управление противника, нанести удар по немецкой обороне с тыла и содействовать частям Красной Армии в овладении городом Николаев».
В течение двух суток отряд вёл кровопролитные бои, в ходе которых отбил 18 атак превосходящего по численности и вооружению противника и уничтожил более семисот солдат и офицеров вермахта. 27 марта 1944 года Андреев погиб в бою. 28 марта 1944 года Николаев был освобождён, из всех десантников в живых остались лишь восемь человек. Андреев был похоронен в числе погибших десантников в Николаеве (ныне — сквер Шестидесяти восьми десантников). Так как он не числился в списках десанта, указ о посмертном награждении был подписан лишь 8 мая 1965 года, в канун Двадцатилетия Победы.